# Mercury Cougar
Mercury Cougar – samochód sportowy i samochód osobowy klasy wyższej i klasy średniej produkowany pod amerykańską marką Mercury w latach 1966–2002.

## Pierwsza generacja

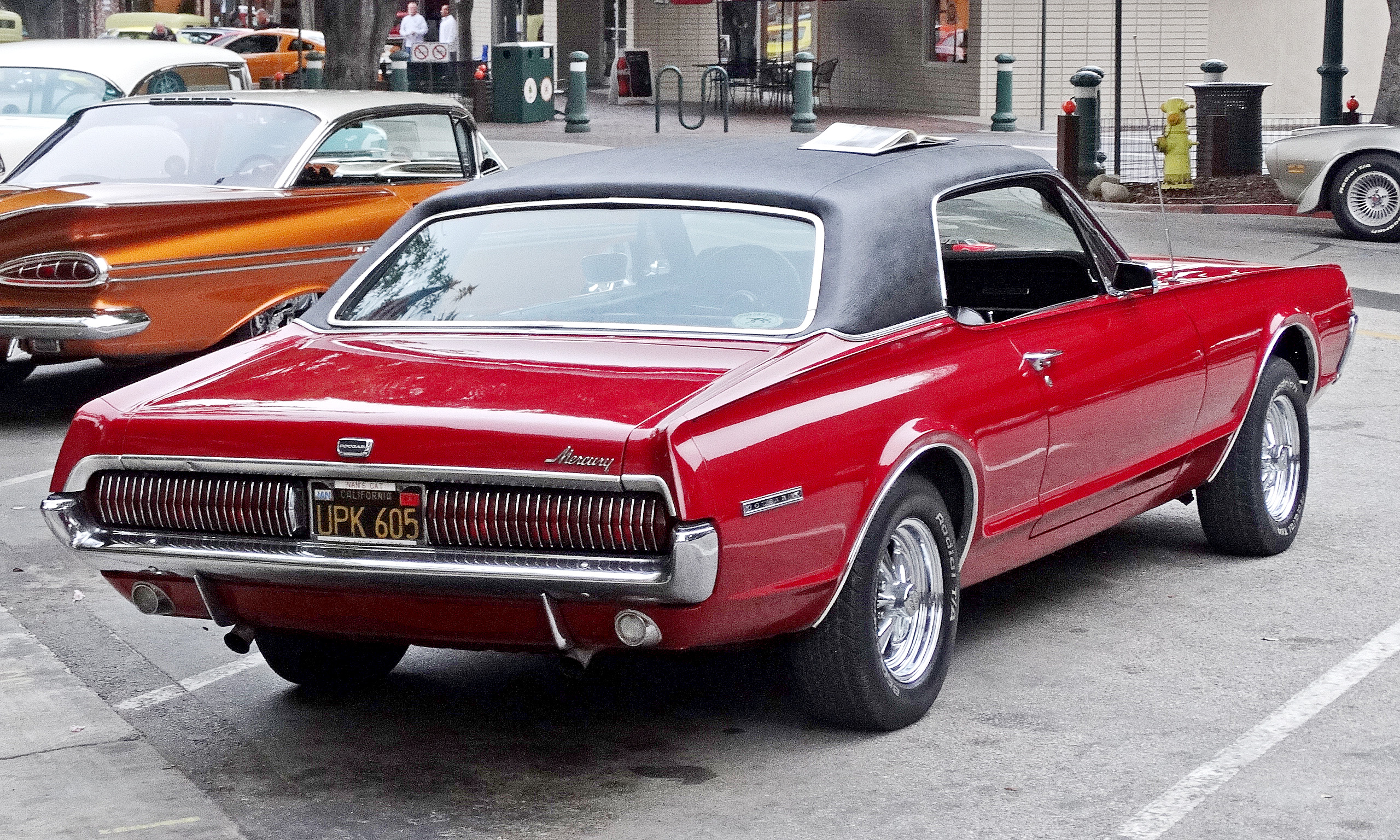
Mercury Cougar I - tył

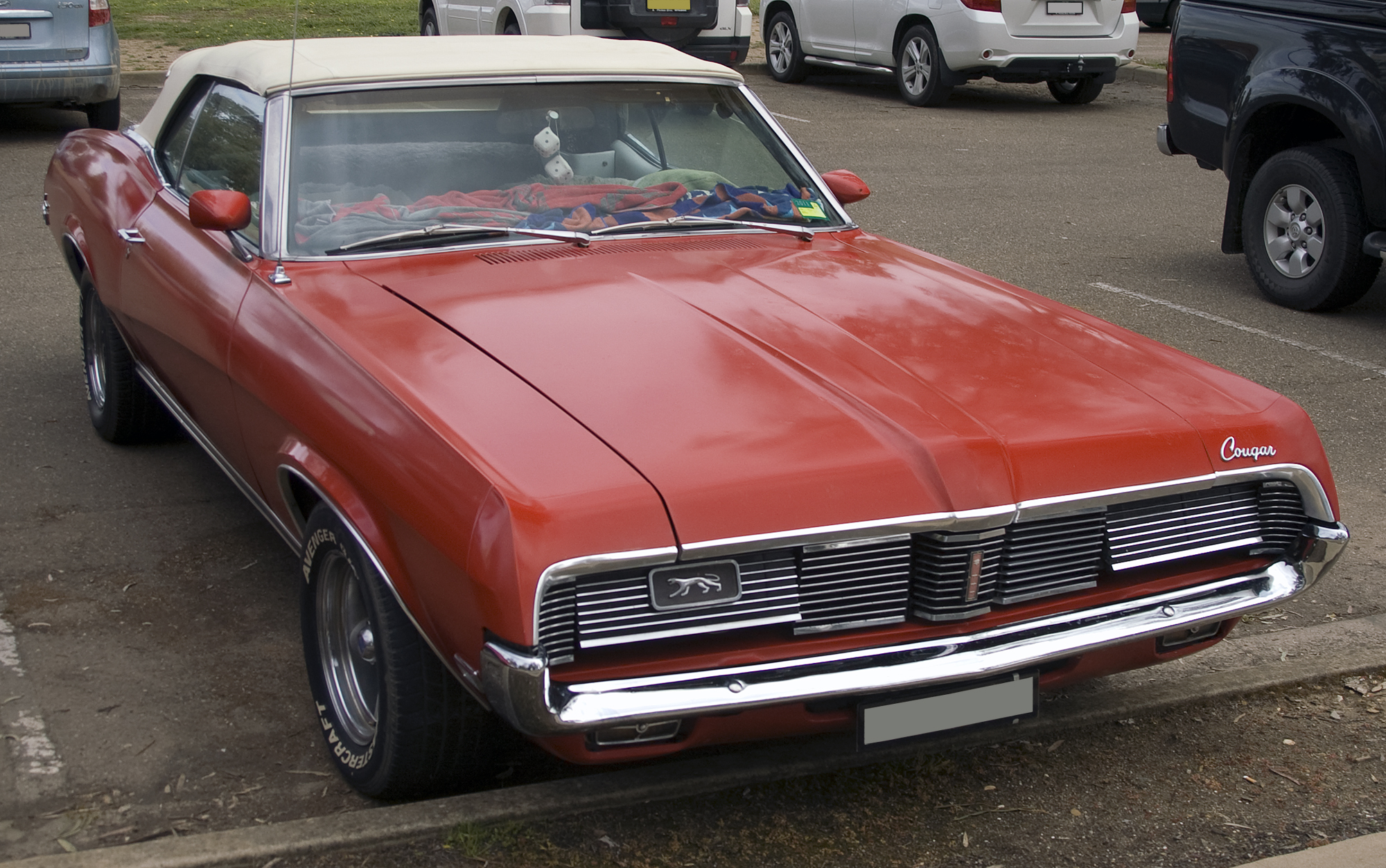
Mercury Cougar I Roadster

Mercury Cougar I został zaprezentowany po raz pierwszy w 1966 roku.
W drugiej połowie lat 60. XX wieku Mercury przedstawiło wynik prac konstruktorów nad pierwszym dużym muscle carem. Pierwsza generacja modelu Cougar powstała na bazie Forda Mustanga w ramach koncernu Ford, zyskując od tego modelu platformę oraz rozwiązania techniczne.
Wygląd nadwozia zostało z kolei opracowane przez Mercury jako samodzielny projekt. Samochód wyróżniał się dużą, dwuczęściową atrapą chłodnicy, którą optycznie znacznie poszerzały chowane pod obrotowymi kloszami prostokątne reflektory. Podobny zabieg stylistyczny zastosowano z tyłu, gdzie układ lamp upodobniono do wzoru w atrapie chłodnicy. Cougar pierwszej generacji oferowany był zarówno jako coupe, jak i roadster.

### Silniki
- V8 4.7l Windsor
- V8 4.9l Windsor
- V8 5.8l Windsor
- V8 5.8l Cleveland
- V8 6.4l FE
- V8 7.0l FE

## Druga generacja

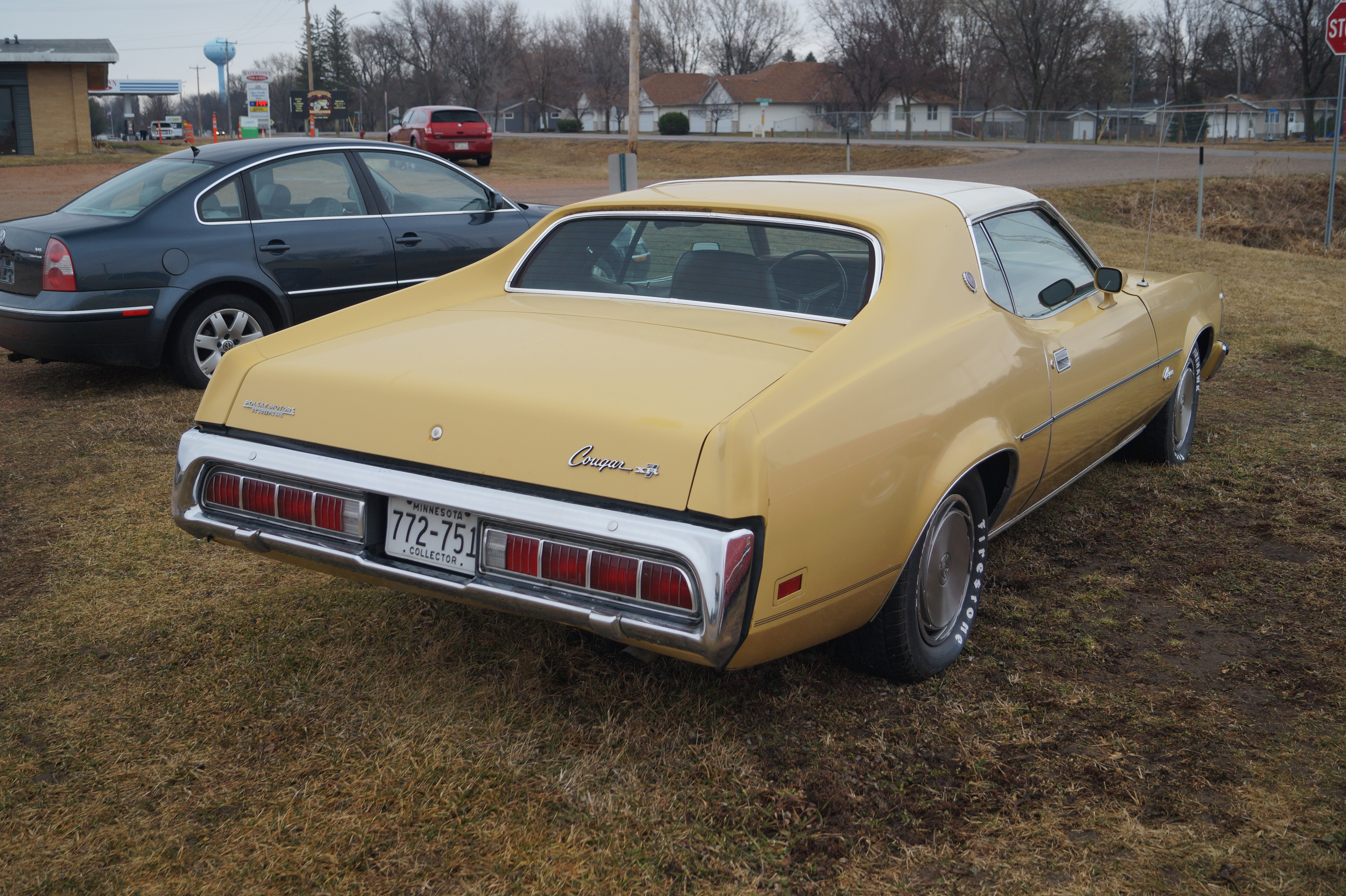
Mercury Cougar II - tył

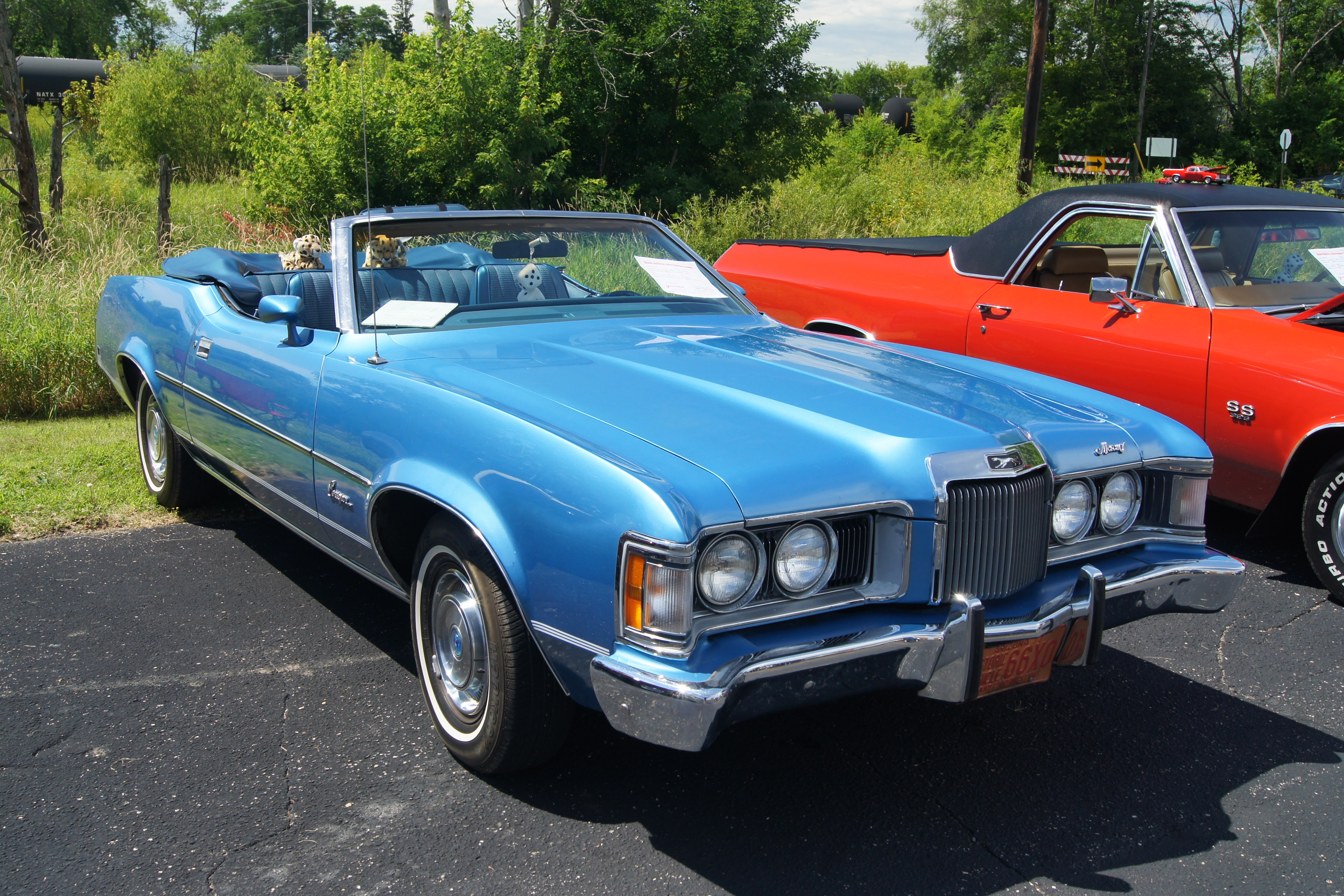
Mercury Cougar II Roadster

Mercury Cougar II został zaprezentowany po raz pierwszy w 1971 roku.
Opracowując drugą generację Cougara, Mercury nadało modelowi znacznie masywniejsze proporcje nadwozia, ponownie opierając ten model na technice pokrewnego Forda Mustanga macierzystego koncernu.
Charakterystycznymi cechami wyglądu nadwozia stały się masywne, wyraźnie zarysowane błotniki z wysuniętymi krawędziami i umieszczonymi na nich kierunkowskazami, nawiązując do osobowych modelu Mercury. Pas przedni dominowała wąska, wyraźnie zarysowana atrapa chłodnicy, z kolei pas tylny zdobiły wąskie jednoczęściowe lampy. Gama nadwoziowa ponownie składała się z coupe i wersji z otwartym dachem.

### Silniki
- V8 5.8l Windsor
- V8 5.8l Cleveland
- V8 7.0l Super Jet

## Trzecia generacja

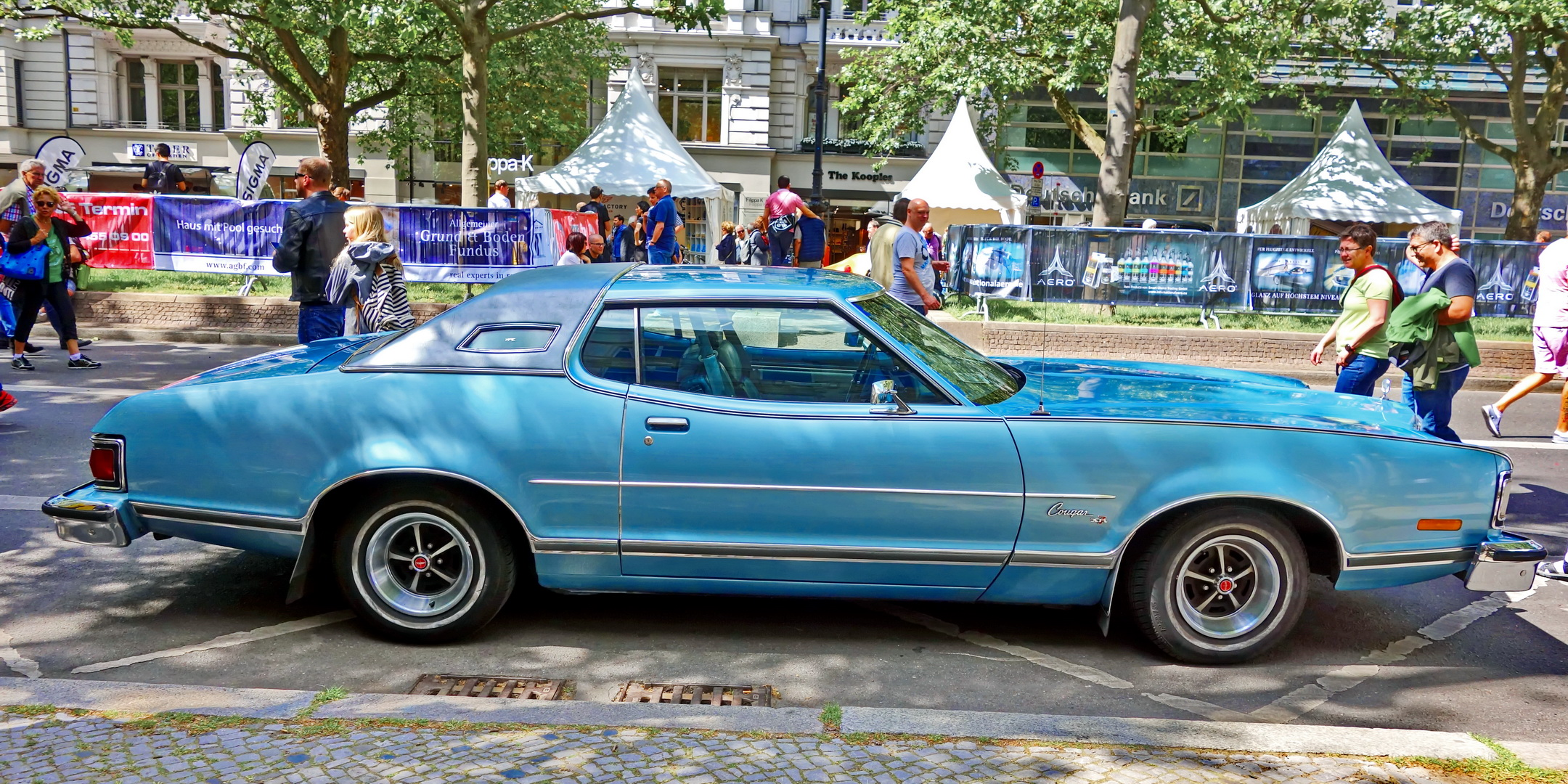
Mercury Cougar III - profil

Mercury Cougar III został zaprezentowany po raz pierwszy w 1974 roku.
Kolejne wcielenie Cougara porzuciło koncepcję muscle cara, stając się tym razem dużym, luksusowym coupe ponownie opracowamy wspólnie z macierzystym Fordem. Tym razem nie pokrewną, a nie bliźniaczą konstrukcją był model Elite, z którym Mercury Cougar III dzielił masywną sylwetkę z wyraźnie zarysowanymi błotnikami i długimi zwisami nadwozia.
Pas przedni zdobiła wąska, prostokątna atrapa chłodnicy, a także duże chromowane zderzaki. Przedni pas zdobiły też prostokątne reflektory z okrągłymi, odrębnymi kloszami wypełniającymi je, z kolei innym specyficznym elementem było dwukolorowe malowanie nadwozia.

### Silniki
- V8 5.8l 351M
- V8 6.6l Lima
- V8 7.5l 385

## Czwarta generacja

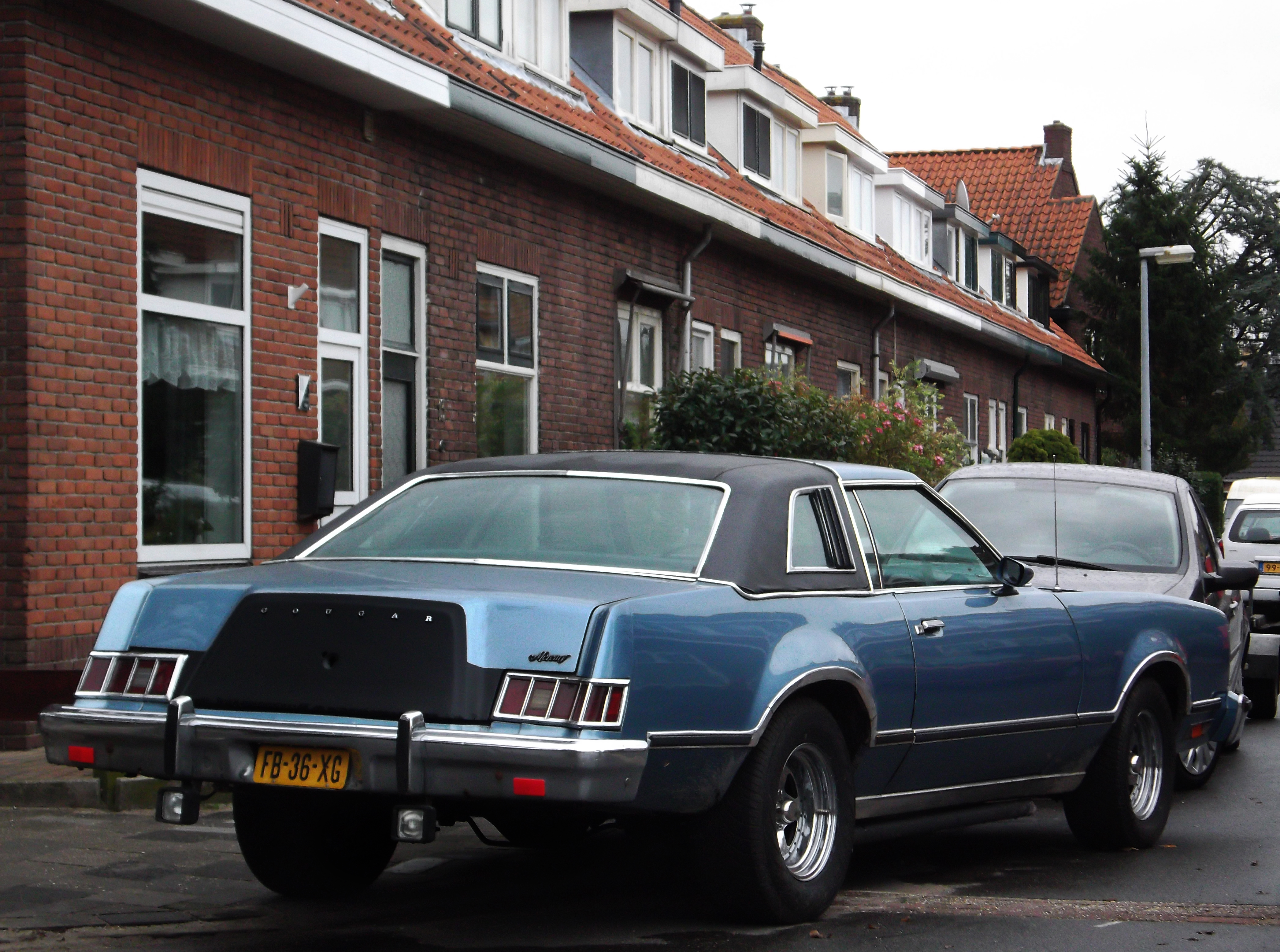
Mercury Cougar IV - tył

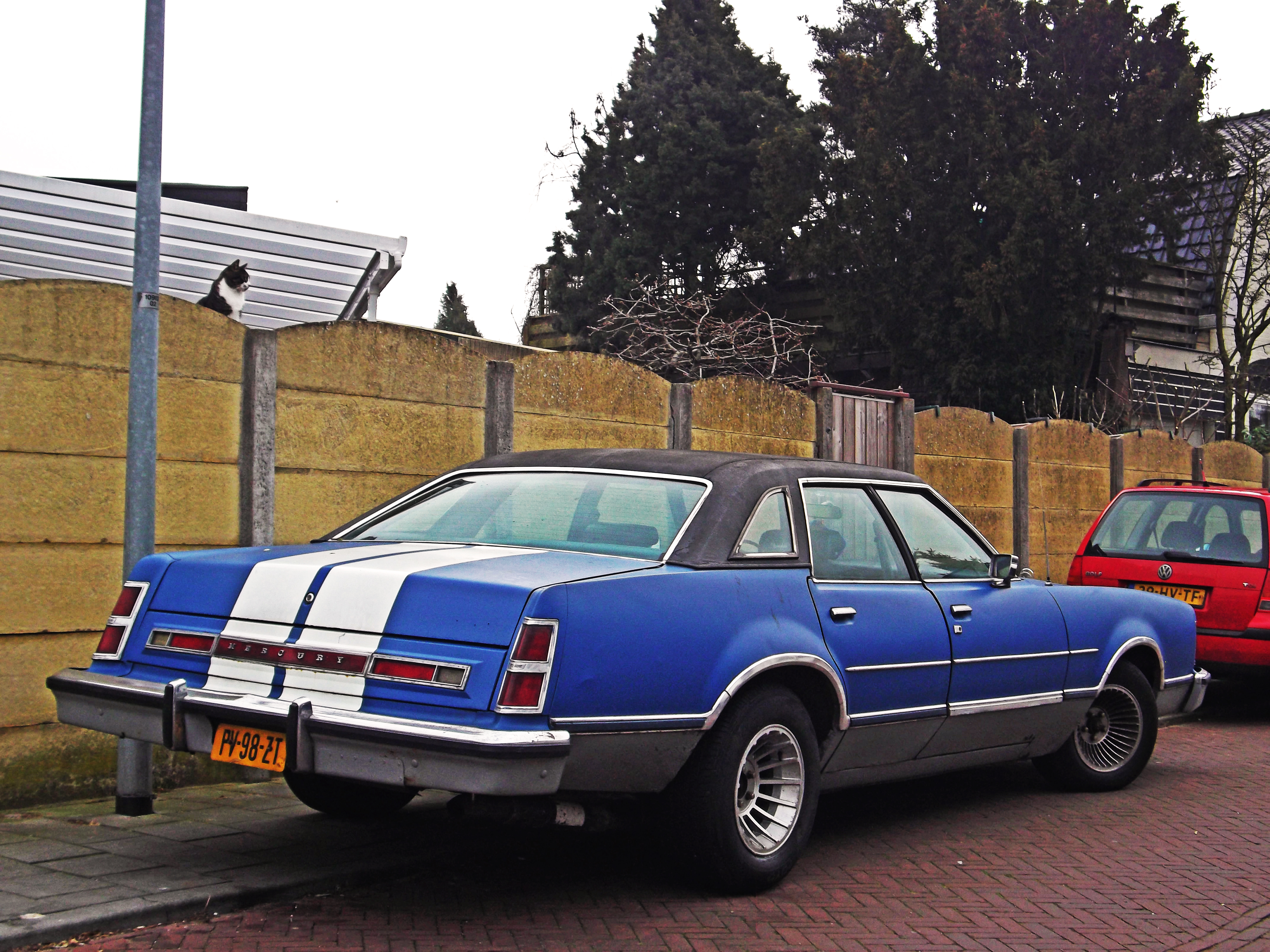
Mercury Cougar IV Sedan

Mercury Cougar IV został zaprezentowany po raz pierwszy w 1977 roku.
Opracowując czwartą generację Cougara, Mercury zdecydowało się całkowicie zmienić funkcję tego modelu w ofercie tej marki. Poza wersją coupe, która podobnie jak poprzednik przyjęła luksusowy charakter i opcjonalnie oferowana była z dwukolorowym malowaniem nadwozia, ofertę nadwoziową poszerzył także 4-drzwiowy sedan oraz 5-drzwiowe kombi.
Bliźniaczą konstrukcją Forda były tym razem dwa modele - LTD II oraz siódma generacja Thunderbirda.
Cała gama Cougara czwartej generacji wyróżniała się charaterystycznymi dla modeli Mercury w drugiej połowie lat 70. XX masywnymi proporcjami. Tym razem model wyróżniały obłe nadkola z niżej od nich poprowadzoną linią okien, a także prostokątnymi reflektorami.

### Silniki
- V8 4.9l
- V8 5.8l
- V8 6.6l

## Piąta generacja

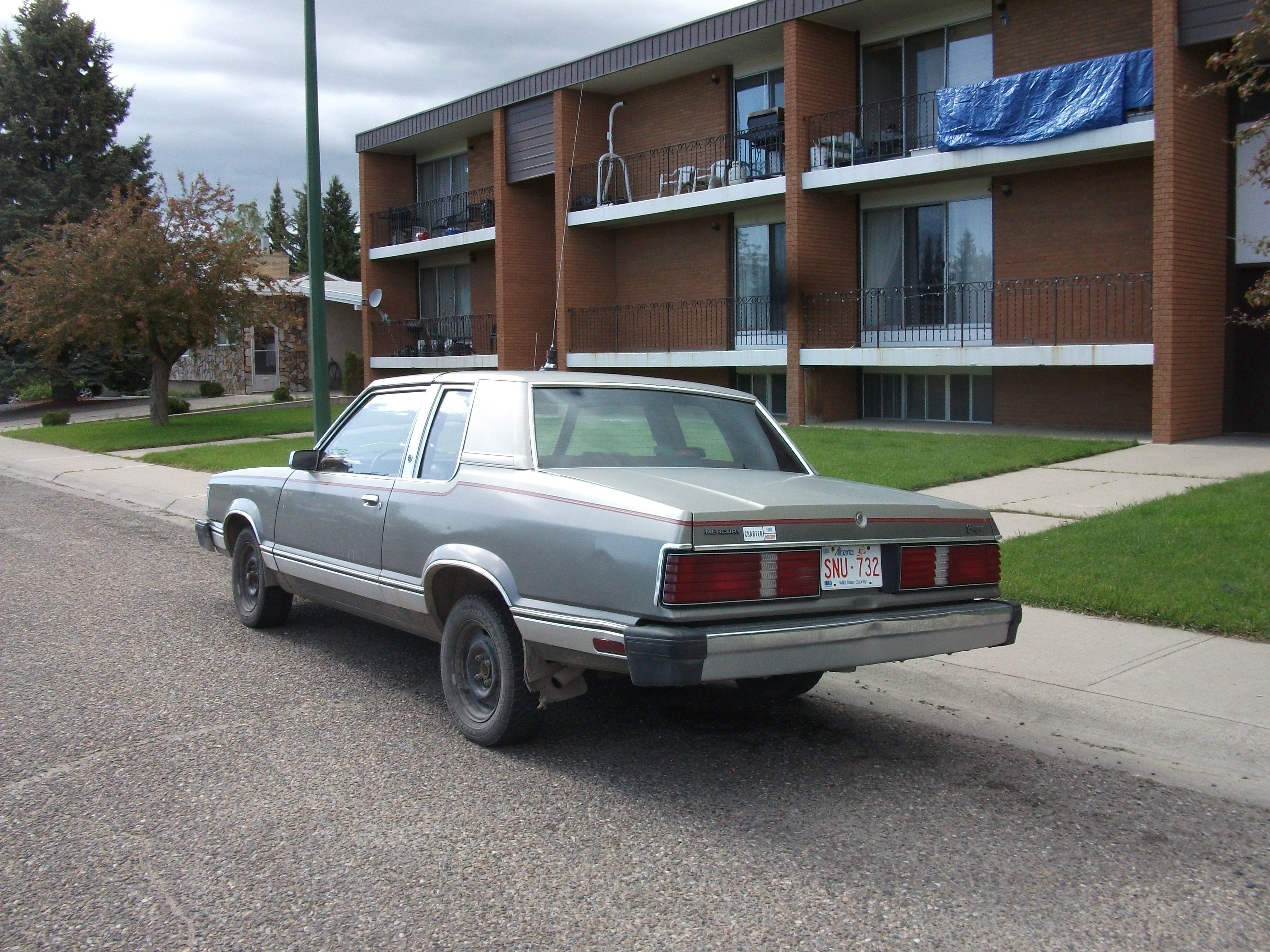
Mercury Cougar V - tył

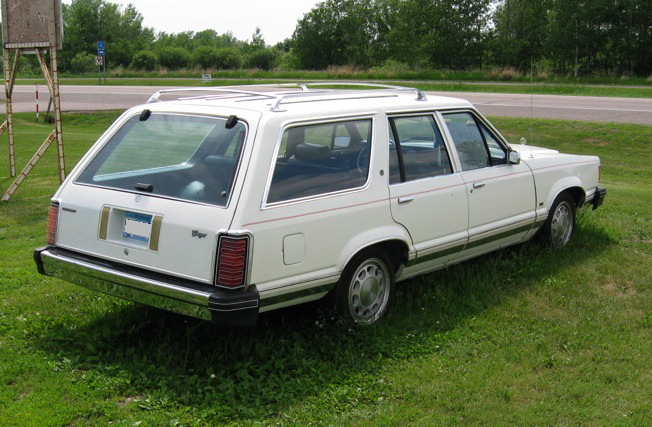
Mercury Cougar V Kombi

Mercury Cougar V został zaprezentowany po raz pierwszy w 1980 roku.
Piąta generacja Mercury Cougara powstała w ramach kolejnych dużych zmian, jakie producent wdrożył na początku lat 80. XX wieku w swojej ofercie. Gama Cougara została tym razem podzielona na dwie odrębne linie - modeli osobowych oraz tradycyjnego coupe jako Cougar XR-7. 
Warianty osobowe dostępne były w wersjach nadwoziowych 2 i 4-drzwiowy sedan oraz 5-drzwiowe kombi, pozycjonując się tym razem w klasie wyższej jako bliźniacza konstrukcja wobec Forda Granada. W dotychczasowej ofercie Cougar V w tych wariantach zastąpił bliźniaczy model wobec poprzedniej generacji Forda Granady, model Mercury Monarch.
Stylistyka osobowego wariantu Cougara została utrzymana w nurcie kanciastych proporcji i prostych form pozbawionych przetłoczeń i zaokrągleń.

### Silniki
- L4 2.3l Lima
- L6 3.3l Thriftpower
- V6 3.8l Essex
- V8 4.2l Windsor

### Cougar XR-7

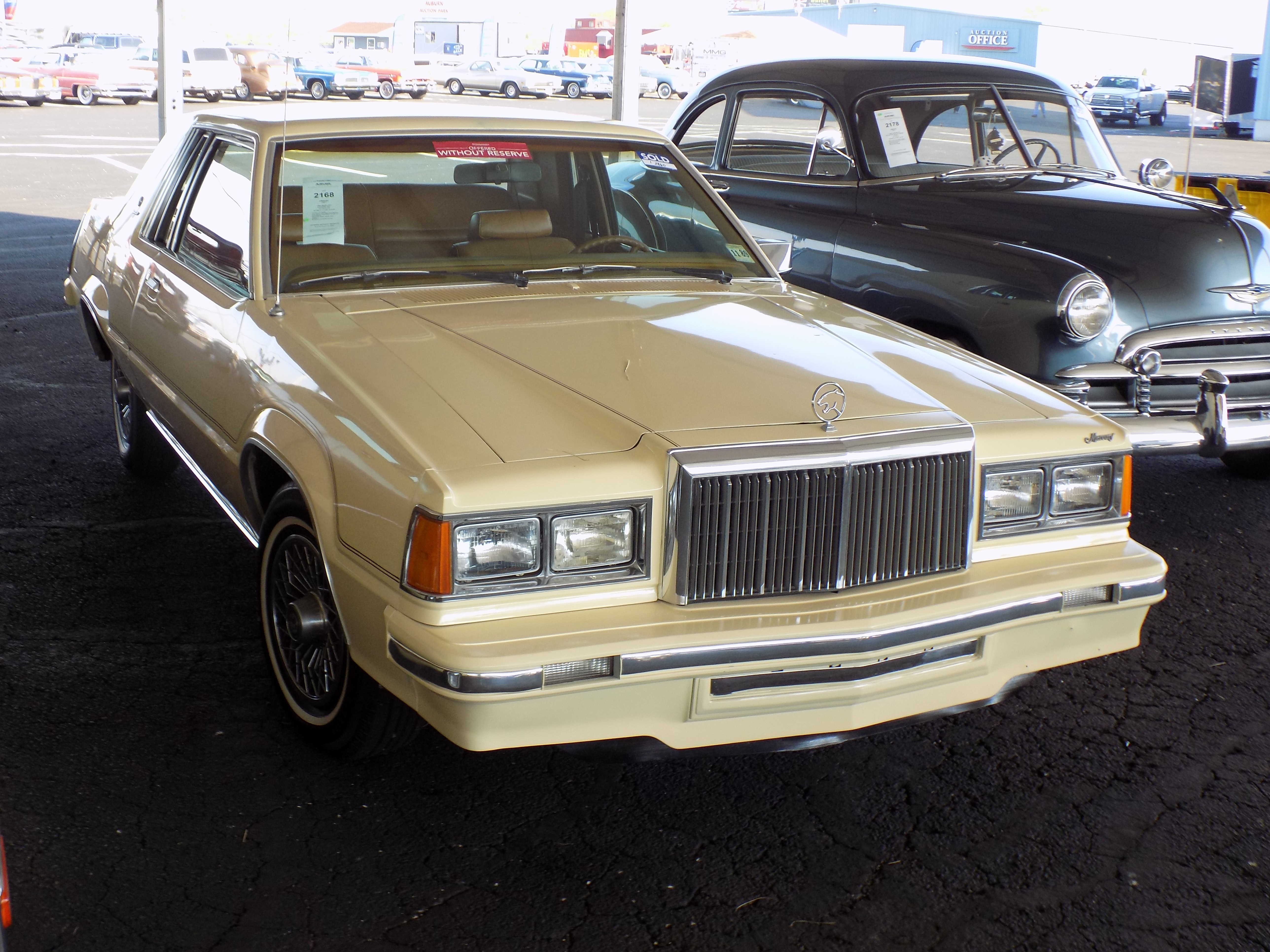
Mercury Cougar V XR-7

Mercury Cougar V XR-7 został zaprezentowany po raz pierwszy w 1980 roku.
W przypadku piątej generacji Cougara, tradycyjna odmiana coupe została wydzielona jako odrębna gama pod nazwą XR-7, która dotychczas była stosowana dla określenia luksusowych wariantów poprzednich wcieleń tego modelu Mercury.
Podobnie jak osobowe warianty, Cougar XR-7 wyróżniał się kanciastym nadwoziem. Oryginalnym rozwiązaniem było z kolei dwukolorowe malowanie nadwozia. Bliźniaczymi odpowiednikami zbudowanymi w ramach koncernu Forda była siódma generacja modelu Ford Thunderbird oraz luksusowy Lincoln Continental Mark VI.

### Silniki
- V8 4.9l Windsor

## Szósta generacja

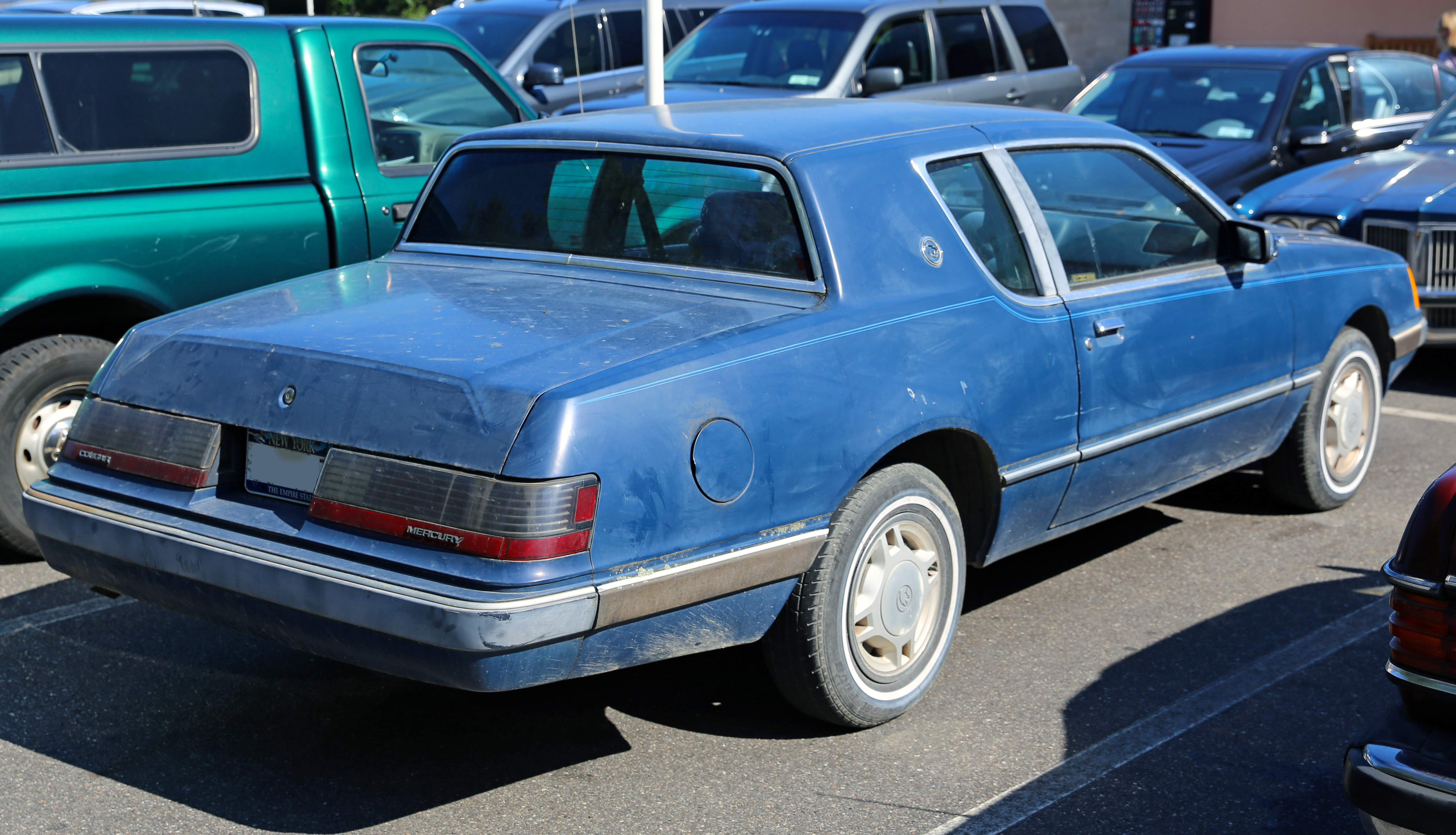
Mercury Cougar VI - tył

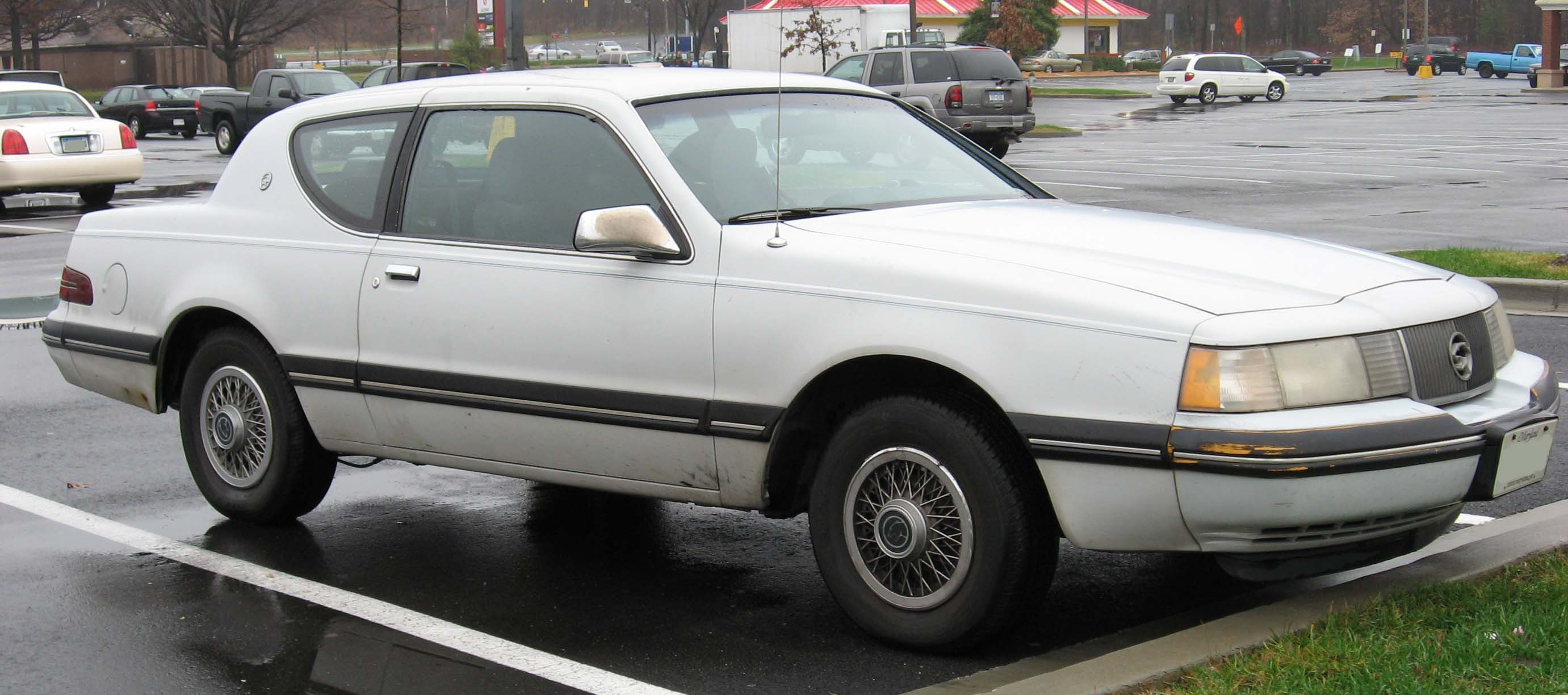
Mercury Cougar VI po liftingu

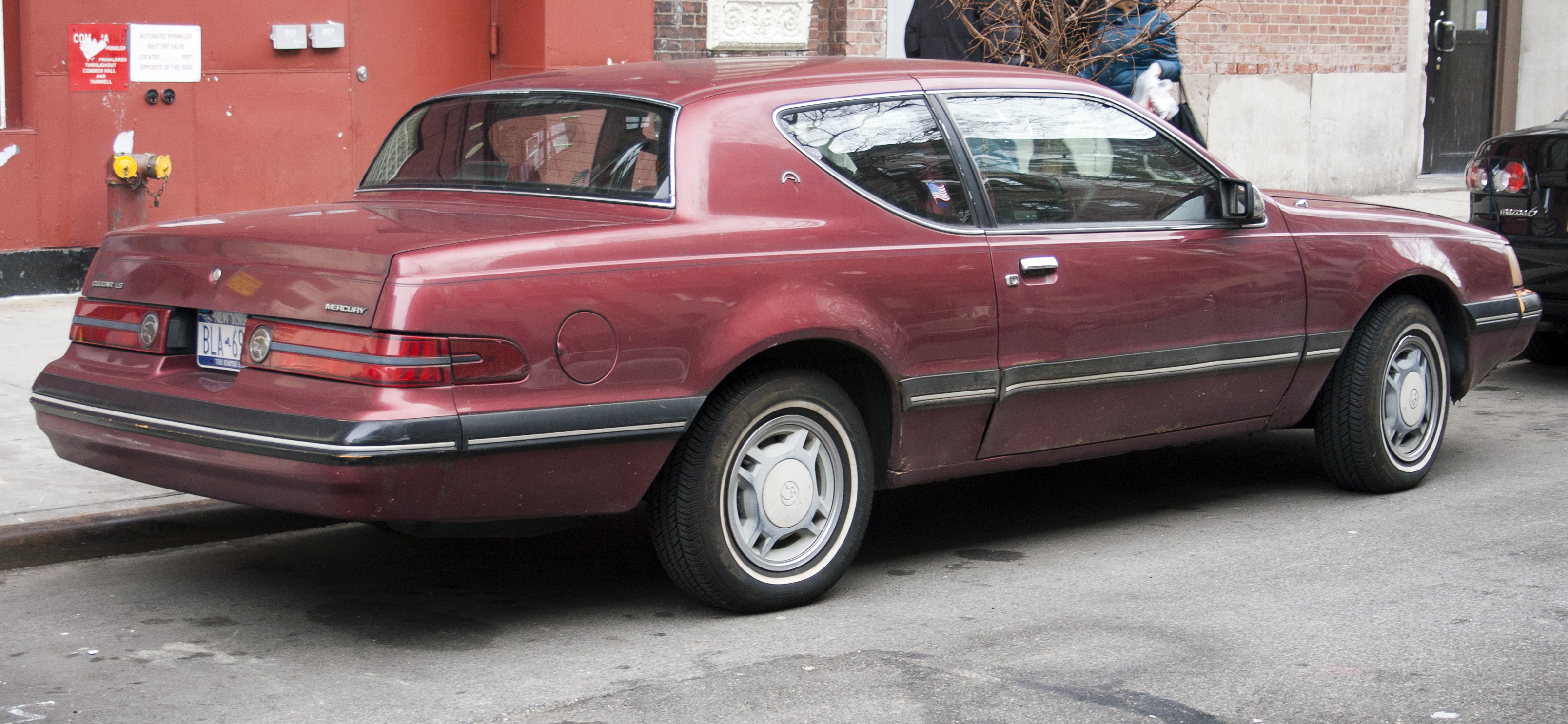
Mercury Cougar VI - tył po liftingu

Mercury Cougar VI został zaprezentowany po raz pierwszy w 1982 roku.
Przy okazji szóstej generacji Cougara, Mercury porzuciło koncepcję urozmaicania oferty o warianty osobowe, zastępując je kolejną generacją modelu Marquis. Cougar ponownie oferowany był wyłącznie jako duże, luksusowe coupe, będące bliźniaczym modelem wobec kolejnych wcieleń modelu Thunderbird Forda i Lincolna Mark Series. 
Charakterystycznymi cechami wyglądu była podłużna, aerodynamiczna maska, a także położona pod kątem prostym wobec krótkiej klapy bagażnika szeroka, niska szyba.

### Lifting
W 1986 roku Mercury Cougar szóstej generacji zyskał obszerną restylizację nadwozia, w ramach której zmodyfikowane została większość paneli nadwozia. Z przodu pojawiły się inne, bardziej kanciaste reflektory obejmujące większą powierzchnię pasa przedniego. Zmodyfikowano też zderzaki, atrapę chłodnicy i tylne lampy. Co więcej, zmieniono też kształt tylnych szyb.

### Silniki
- L4 2.3l Lima
- V6 3.8l Essex
- V8 4.9l Windsor

## Siódma generacja

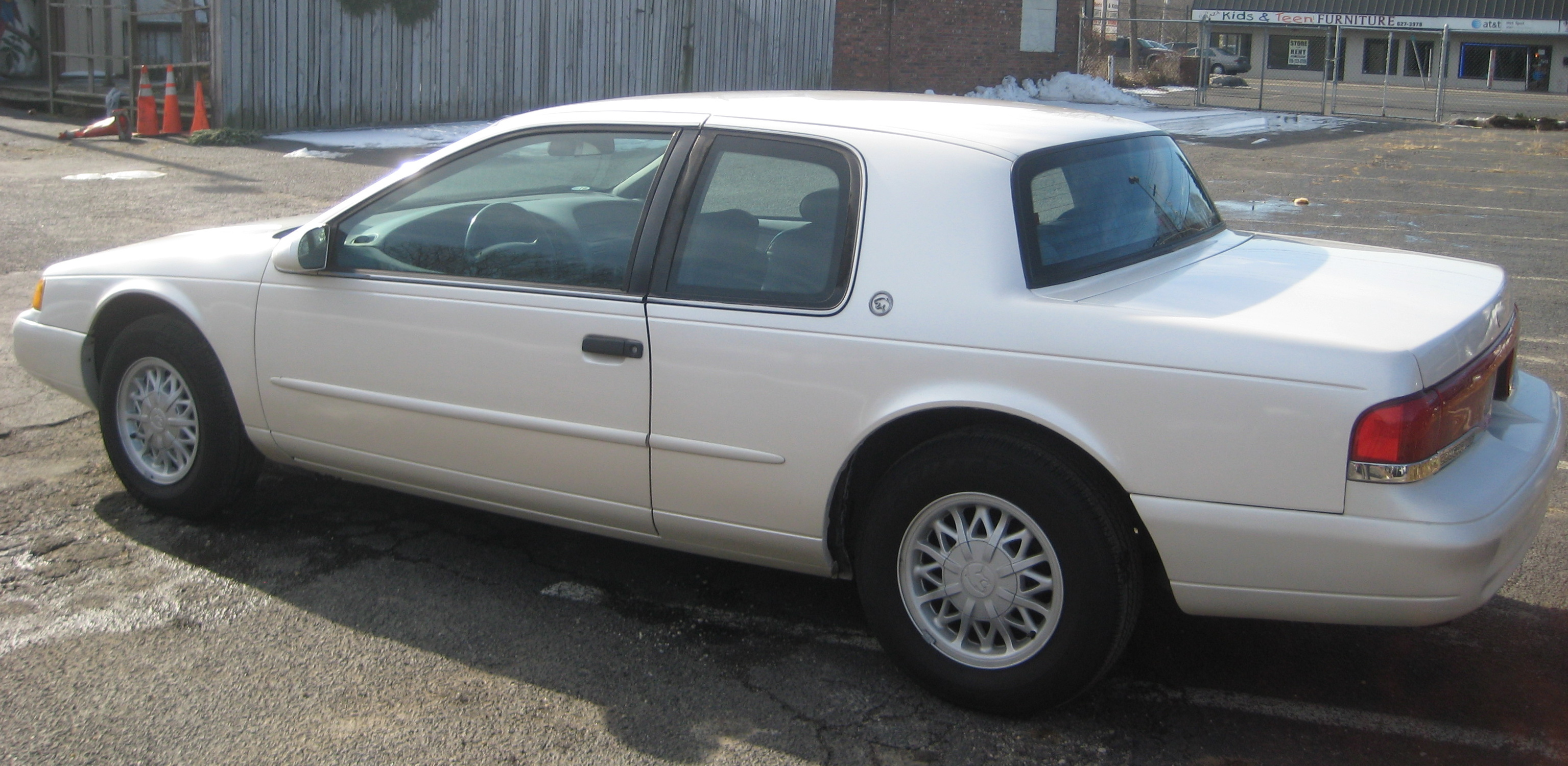
Mercury Cougar VII - tył

Mercury Cougar VII po liftingu

Mercury Cougar VII został zaprezentowany po raz pierwszy w 1988 roku.
Opracowując siódmą generację Cougara, koncern Ford przeprowadził ewolucyjne zmiany w koncepcji trzech bliźniaczych, dużych coupe. Mercury Cougar ponownie zachował charakterystyczne proporcje z nisko poprowadzoną, podłużną maską, a także krótkim bagażnikiem z niską, szeroką tylną szybą położoną pod kątem prostym względem klapy.

### Lifting
W 1996 roku Mercury Cougar VII przeszedł obszerną modernizację nadwozia, w ramach której pojawiły się agresywniej stylizowane, węższe reflektory, zmodyfikowane zderzaki oraz inny kształt atrapy chłodnicy.

### Silniki
- V6 3.8l Essex
- V8 4.6l Modular
- V8 5.0l Windsor

## Ósma generacja

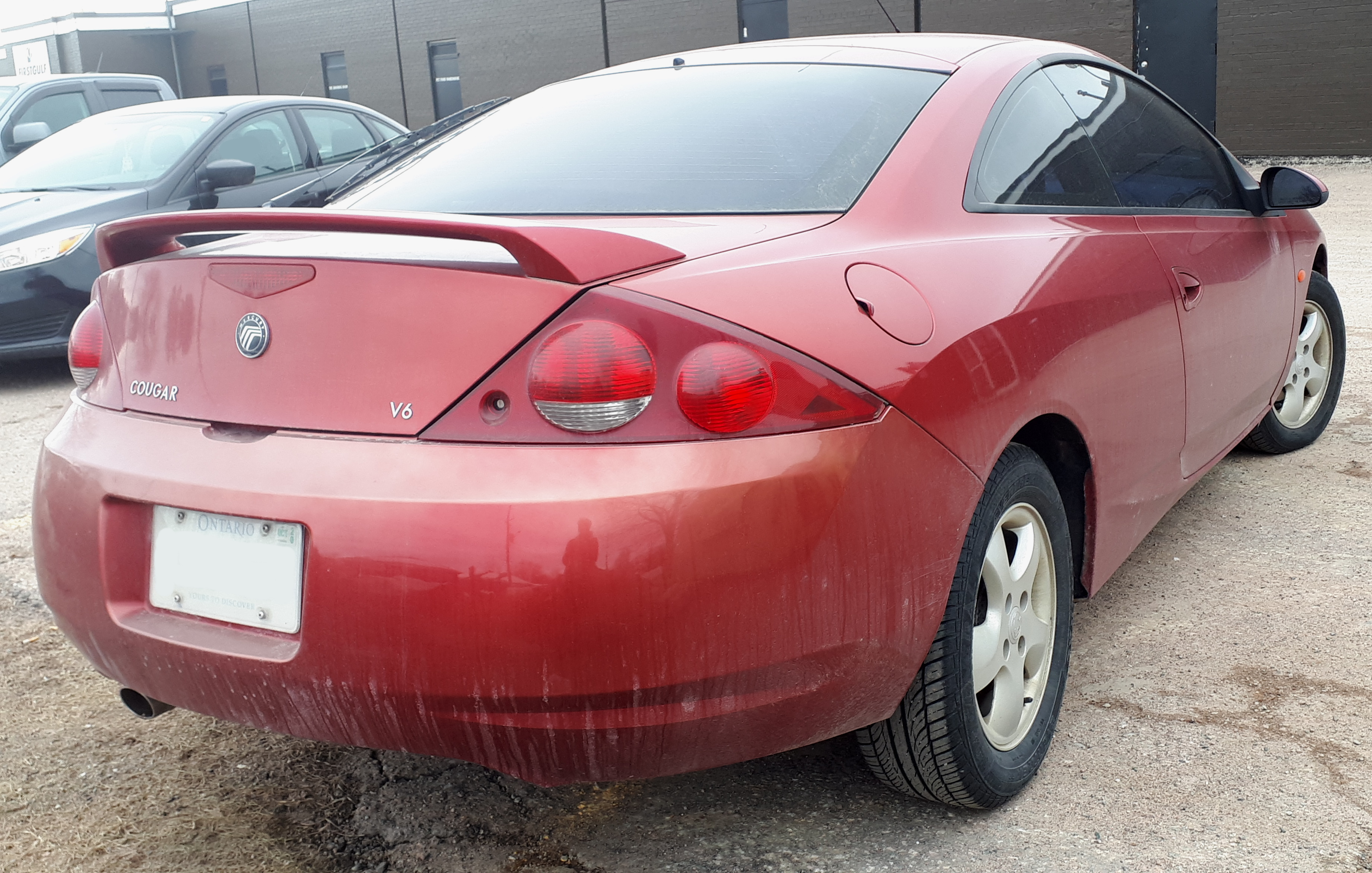
Mercury Cougar VIII - tył

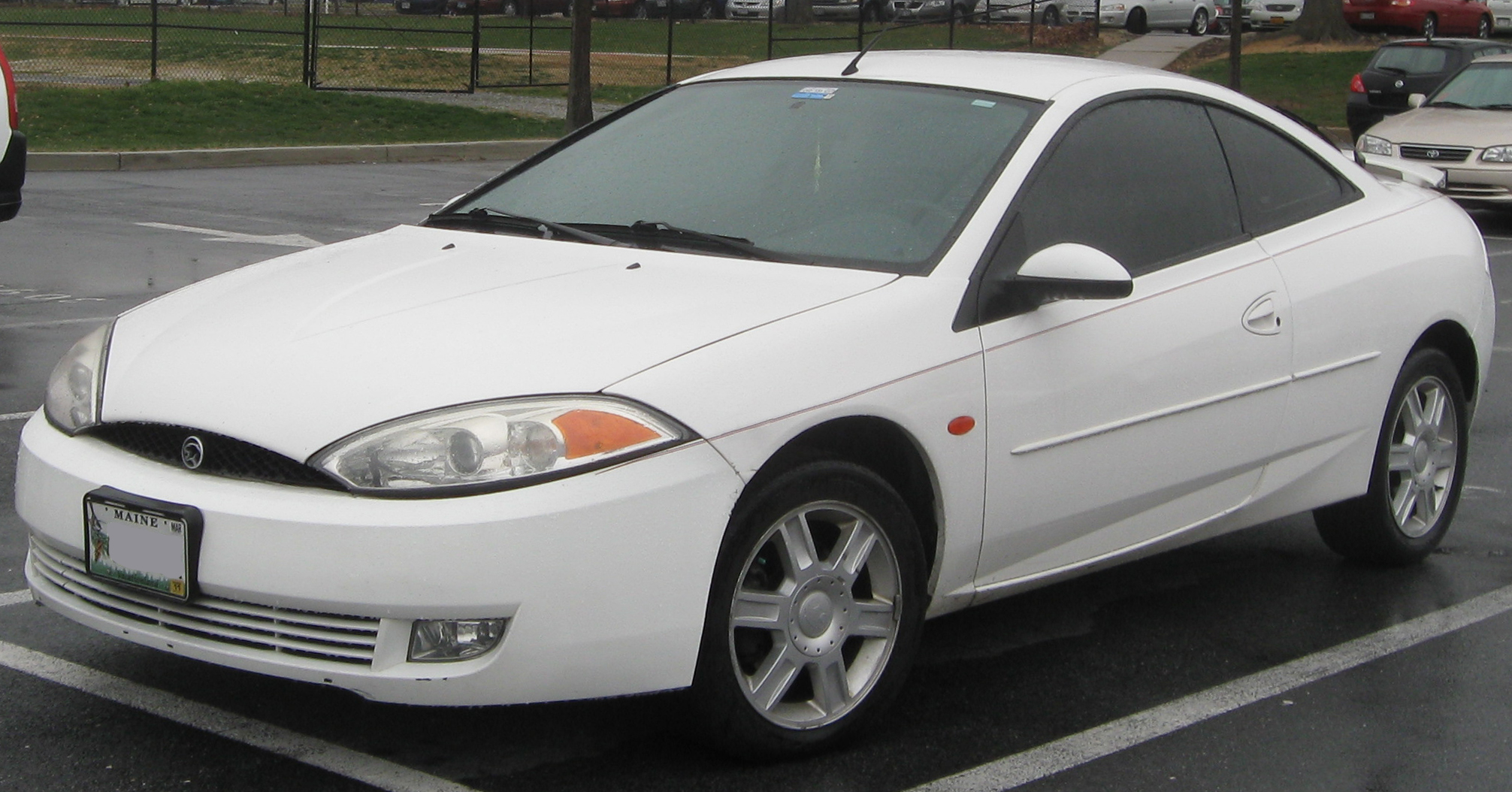
Mercury Cougar VIII po liftingu

Mercury Cougar VIII został zaprezentowany po raz pierwszy w 1998 roku.
Pracując nad ósmą i ostatnią generacją Cougara, Mercury porzuciło koncepcję dużego, luksusowego coupe, nadając temu modelowi formę średniej wielkości, sportowego coupe. Tym razem samochód został opracowany wspólnie z europejskim oddziałem Forda, wykorzystując platformę modeli Mondeo i Contour.
Cougar ósmej generacji przyjął formę awangardowo stylizowanego samochodu z dużą ilością ostrych kształtów i wyrazistych linii w stylu znanego z modeli Forda stylu new edge. Pas przedni zdobiły duże reflektory, z kolei z tyłu pojawiły się trójkątne lampy z okrągłymi uwypukleniami. Linia szyb biegła ku górze.

### Lifting
W 2001 roku Mercury Cougar VIII przeszedł obszerną modernizację, w ramach której zmodyfikowano kształt reflektorów dodając do nich wcięcia. Zmieniono też atrapę chłodnicy i wystrój kokpitu.

### Koniec produkcji
Po 35 latach rynkowej obecności, produkcja Mercury Cougar zakończyła się w pierwszej połowie sierpnia 2002 roku. Producent nie zdecydował się na następcę, wycofując tę linię trwale ze swojej oferty.

### Silniki
- L4 2.0l Zetec
- V6 2.5l Duratec